# SG Olympia 1896 Leipzig
Maillots
Le SG Olympia 1896 Leipzig  est un club sportif allemand localisé dans la ville de Leipzig en Saxe.
Le club actuel compte plus de 700 membres et comporte, outre le football, d’autres sections sportives, dont l’athlétisme, le bowling, la marche, le volley-ball,…

## Histoire
Le fut fondé le 10 juin 1896 sous l’appellation Fussball Verein Olympia. À ses débuts, le club évolua sur la Gohliser Exerzierplatz. Une section de Handbal est rapidement ouverte.
Le club s’affilia à la Verband Mitteldeutscher Ballspiel-Vereine (VMBV).
En janvier 1900, fut des fondateurs de la Fédération allemande de football (DFB).
En 1903, le club s’associa avec le FC 1893 Lipsia (qui fut aussi un des fondateurs de la Fédération allemande de football (DFB)., pour former le Neuer Leipziger Ballspielverein Olympia, qui fut ensuite abrégé par Ballspielverein Olympia.
En 1912, le club joua la finale du championnat régional contre le VfB Leipzig (défaite 0-1).
Tout au long de son existence, le club connut différentes fusions et associations avec d’autres cercles de sa ville. Ainsi, en 1917, il porta brièvement le nom de SG LBC Olympia 1896 lors d’une association de guerre avec le Leipziger BC 1883. Dès la fin de la Première Guerre mondiale, il reprit son nom de BV Olympia.
D’environ 180 membres avant le premier conflit mondial, le club dépassa les 300 affiliés dans les années 1920. Ce nombre franchit la barre des 400 à la fin de la décennie.

Ancien logo du BV Olympia-Germania Leipzig

En 1926, il adapta sa dénomination en BSV Olympia-Germania, puis fut rebaptisé VfL Olympia 96 en 1938. À cette époque, le club évoluait avec un maillot vert avec des passementeries rouges et un short blanc.
Après la Seconde Guerre mondiale, le club fut dissous par les Alliés, comme tous les autres clubs et association allemands.
Le cercle fut reformé dès l’automne 1945 sous la dénomination ZSG Industrie-Mitte. 
En 1949, la ville de Leipzig et toute la Saxe se retrouvèrent en territoire de la RDA. Le club subit alors le sort de tous ses homologues, à savoir vivre selon les humeurs des autorités politiques. 
Le club changea donc plusieurs fois d’appellations: Fahrzeugbau Leipzig-Mitte (1947), BSG Gohlis-Süd (1948) puis BSG Lok Nord (1951). En 1961, il fut fusionné avec le BSG Motor Gohlis (pas le même que celui appelé Motor Gohlis-Nord qui fut le nom porté par l'ancien SC Wacker Leipzig) pour former le BSG Motor Nord.
Au moment de la réunification allemande en 1990, le club était appelé SV Motor Leipzig-Nord e.V..
En 1999, le club fusionna avec le VfL 1977 Leipzig pour devenir l’actuel SG Olympia 1896 Leipzig.

### FC Lipsia 1893
Ce club fut le premier club de football fondé en Saxe, le 1er février 1893. Dix ans plus tard, il s’associa avec le Fussball Verein Olympia pour former le BV Olympia. Cette association se termina quelques années plus tard.
Lipsia est la forme latine de Leipzig.
Ce club fut reconstitué et joue sous l’appellation actuelle de SV Lipsia 93 Leipzig-Eutritzsch.